# Комітет Верховної Ради України з питань національної безпеки і оборони
Коміте́т Верхо́вної Ра́ди Украї́ни з пита́нь націона́льної безпе́ки і оборо́ни — колишній профільний комітет Верховної Ради України. Створений 4 грудня 2007 року. Діяв у Верховній Раді України 6, 7 та 8 скликань.

## Сфери відання
Комітет здійснював законопроєктну роботу, готує, попередньо розглядав питання, віднесені до повноважень Верховної Ради України, та виконував контрольні функції у таких сферах відання:
- національна безпека України;
- законодавче забезпечення діяльності органів служби безпеки, розвідки і контррозвідки, органів прикордонної служби, захист державної таємниці;
- правовий режим державного кордону, воєнного та надзвичайного стану;
- оборонно-промисловий комплекс, державна система страхового фонду документації, військове та військово-технічне співробітництво України з іншими державами, а також участь України в міжнародних миротворчих операціях;
- державна політика у сфері оборони;
- боротьба з тероризмом;
- здійснення цивільного, у тому числі парламентського, контролю над Воєнною організацією держави;
- військова служба, Збройні Сили України та їх реформування;
- військові формування, утворені відповідно до законів України;
- альтернативна (невійськова) служба;
- соціальний і правовий захист військовослужбовців та членів їх сімей;
- військова наука та освіта.

## Склад

### 8 скликання, станом на 12 грудня 2014 року
Керівництво:
| Гриценко Анатолій Степанович      | Голова Комітету (26.12.2007 - 12.12.2012) |
| Гриневецький Сергій Рафаїлович    | Перший заступник голови Комітету (26.12.2007 - 12.12.2012) |
| Зубов Валентин Сергійович         | Заступник голови Комітету (26.12.2007 - 12.12.2012) |
| Богуслаєв Вячеслав Олександрович  | Заступник голови Комітету (26.12.2007 - 12.12.2012) |
| Самойленко Юрій Павлович          | Секретар Комітету (26.12.2007 - 12.12.2012) |
| Веліжанський Сергій Костянтинович | Голова підкомітету з питань соціальної безпеки Комітету Верховної Ради України з питань національної безпеки і оборони (26.12.2007 - 12.12.2012)                                                      |
| Кінах Анатолій Кирилович          | Голова підкомітету з питань оборонно-промислового комплексу та військово-технічного співробітництва Комітету Верховної Ради України з питань національної безпеки і оборони (26.12.2007 - 12.12.2012) |
| Кузьмук Олександр Іванович        | Голова підкомітету з питань воєнної безпеки та оборони Комітету Верховної Ради України з питань національної безпеки і оборони (26.12.2007 - 12.12.2012)                                              |
| Маліч Олег Володимирович          | Голова підкомітету з питань економічної та екологічної безпеки Комітету Верховної Ради України з питань національної безпеки і оборони (26.12.2007 - 12.12.2012)                                      |
| Скибінецький Олександр Матвійович | Голова підкомітету з питань державної безпеки Комітету Верховної Ради України з питань національної безпеки і оборони (26.12.2007 - 12.12.2012)                                                       |
| Стойко Іван Михайлович            | Голова підкомітету з питань інформаційної безпеки Комітету Верховної Ради України з питань національної безпеки і оборони (26.12.2007 - 12.12.2012)                                                   |

Члени:
| Дончак Володимир Андрійович | Член Комітету |
| Клімов Леонід Михайлович    | Член Комітету |
| Левцун Володимир Іванович   | Член Комітету |
| Макієнко Володимир Петрович | Член Комітету |
| Матвєєв Валентин Григорович | Член Комітету |
| Петрук Микола Миколайович   | Член Комітету |
| Селіваров Андрій Борисович  | Член Комітету |

### 7 скликання, станом на 1 січня 2013 року
Керівництво:
- Литвин Володимир Михайлович — Голова Комітету
- Кінах Анатолій Кирилович — Перший заступник голови Комітету
- Развадовський Віктор Йосипович — Перший заступник голови Комітету
- Забзалюк Роман Омелянович — Заступник голови Комітету
- Каплін Сергій Миколайович — Секретар Комітету
- Кузьмук Олександр Іванович — Голова підкомітету з питань воєнної безпеки та оборони
- Селіваров Андрій Борисович — Голова підкомітету з питань оборонно-промислового комплексу та військово-технічного співробітництва
- Гриневецький Сергій Рафаїлович — Голова підкомітету з питань соціального і правового захисту військовослужбовців та членів їх сімей
- Самойленко Юрій Павлович — Голова підкомітету з питань державної безпеки
- Стойко Іван Михайлович — Голова підкомітету з питань інформаційної безпеки

Члени:
- Мартинюк Адам Іванович
- Побер Ігор Миколайович
- Сиротюк Юрій Миколайович[3].

### 8 скликання, станом на 1 серпня 2015 року
Керівництво:
- голова Комітету — Пашинський Сергій Володимирович
- перший заступник голови Комітету — Семенченко Семен Ігорович
- заступник голови Комітету — Білецький Андрій Євгенійович
- заступник голови Комітету — Мамчур Юлій Валерійович
- заступник голови Комітету — Ярош Дмитро Анатолійович
- секретар Комітету — Вінник Іван Юлійович

Члени:
- Береза Юрій Миколайович
- Богуслаєв Вячеслав Олександрович
- Гвоздьов Михайло Олексійович
- Герасимов Артур Володимирович
- Константіновський Вячеслав Леонідович
- Левус Андрій Мар'янович
- Льовочкін Сергій Володимирович
- Пастух Тарас Тимофійович
- Савченко Надія Вікторівна
- Тетерук Андрій Анатолійович
- Тимчук Дмитро Борисович
- Фріз Ірина Василівна
- Чорновол Тетяна Миколаївна[4].